# Gräfelfing
Gräfelfing (in bavarese Grefefing) è un comune tedesco di 12 867 abitanti, situato nel circondario di Monaco di Baviera nel land della Baviera. È un sobborgo sud-occidentale di Monaco di Baviera.

## Curiosità
- Nel cimitero cittadino è sepolto l'attore Horst Tappert, noto per aver interpretato "L'ispettore Derrick".
- Nota anche per essere città natale di Adrian Sutil.